# Присутан Одсутан
Правна категорија присутних — одсутних (енгл. Present absentee) или интерно расељена лица појам је који се примењује у Израелу и који означава расељене Палестинце који су током рата 1948. године били „присутни” на територији која је постала територија нове државе али били „одсутни” из својих домова.
Због непостојања прецизне дефиниције они се често називају избеглицама, иако не испуњавају правну дефиницију избеглица. Особе са овим статусом су сачувале своје држављанство али су били лишени права својине. Током 1950. године, 46.000 од 156.000 израелских Арапа у Израелу се сматрало „присутним одсутнима”.